# شمشي إيلو
شمشي إلو كان كبار الشخصيات في البلاط الملكي الآشوري وذو نفوذ وسلطة واسعة داخل الادولة الآشورية، شغل منصب القائد العام للجيش الآشوري (تورتانو) الذي يعتبر من المناصب المهمة داخل الإمبراطورية الآشورية.

## اصوله
من المحتمل إن شمشي إلو لم يولد في آشور. على الرغم من أنه كان من إحدى الأسر النبيلة التي تنتمى إلى سلالة بيت-عديني الآرامية، إلا أنه ومن المرجح قد تلقى تعلميه داخل
البلاط الآشوري. وبمرور الزمن، ارتقى في صفوف الجيش الآشوري حتى أصبح القائد الأعلى للجيش (تورتانو) ومن الذين لديهم درجة عالية من التأثير على جميع ملوك أشور الذين عاصرهم في حياته. وربما كان قد عينه الملك شلمنصر الثالث بمنصب الحاكم على بيت-عديني عندما ضم أراضيها إلى الدولة الآشورية.

## التورتانو (قائد الجيش)
تدرج في الجيش الآشوري مرتبة مرتبة بفضل تعليمه على الطرق الآشورية داخل البلاط الآشورية حتى وصل إلى أعلى منصب في الجيش خلال فترة حكم أداد نيراري الثالث وشلمنصر الرابع، وبقي هو المسيطر على الأمبراطورية الآشورية في زمن آشور دان الثالث وآشور نيراري الخامس، حيث قلص من صلاحيات الملك وأصبح دوره هامشياً للغاية، ومنعه من القيام بحملته العسكرية (حيث كان من المعتاد للملك الآشوري القيام بحملة عسكرية في كل عام). حيث كان قد أجبر آشور نيراري الخامس على البقاء «في أرضه» لمدة الأربع سنوات الأولى من حكمه.
ومن المحتمل أنه في وقت لاحق كان باتصال مع تغلات بلاصر الثالث، وربما يكون قد شارك بالوقوف ضد التمرد الذي شهد قيام تغلات بلاصر الثالث بأخذ العرش
من آشور نيراري الخامس، لكن من المرجح إنه كان ميتا في تلك المرحلة.

## حملاته
لقد ذاع صيت شمشي ايلو في بلدان آشور والجريرة الشامية والشام لكثرة حروبه مع جيرانه، وغزواته المتكررة لهم. تعتبر أكثر حملات شمشي-إلو شهرة والموثقة بشكل جيد هي حملته ضد أرارات خلال فترة حكم ملكها ارغشتي الأول، وظهر اسمه على العديد من المعالم الأثرية المشهورة مثل الأسد الحجري الضخم الذي يمثل انتصاراته في تلك الحملة. ومن المعروف أيضا انه قد قام بعقد اتفاقيات ترسيم الأراضي والحدود مع الدولة السور-حيثية والتي تم تسجيلها في نصب أنطاكية. ومن المحتمل جدا إنه كان قائد الحملة على دمشق في 796 قبل الميلاد.

## والي تل برسيب
أصبح شمشي ايلو والياً على (تل برسيب) خلال النصف الأول من القرن الثامن ق.م، ولقد ذاع صيته في بلدان آشور والجزيرة والشام لكثرة حروبه مع جيرانه، وغزواته المتكررة لهم. وقد وصلنا نقش يحتوي على القابه وأفعاله، وعلى أسماء المناطق التي أخضعها وتمتد من الزاب الأعلى حتى جبال الامانوس، عبر السهول الممتدة إلى الجنوب من طوروس. وقد نقش النص على أجسام اسود بازلتية كانت تزين باب تل برسيب. وليس هذا فحسب، بل قام بأعمال أخرى مثل تحسين وتجميل العاصمة وبعض المدن التابعة له. وأهم من هذا كله انه كان نداً قوياً للملوك الآشوريين الذين عاصرهم، الذين جاراهم في كل شيء، وخاصة في تصوير نفسه على جدران القصر وهو يستقبل الاتباع، أو الأسرى أو الضيوف مع هداياهم. والملاحظ إن أهم الآثار التي وصلتنا من هذه المدينة تعود إلى عصر هذا الوالي، الذي لم يذكر اسم أي ملك آشوري في كتاباته.
ويرى بعض المؤرخين أن الحكم في بيت عديني قد بقي للآراميين ولكن تحت السيادة الآشورية. وعلى ما يبدو إن الوالي الآشوري شمشي إلو، الذي عاصر أداد نيراري الثالث (810 ـ 783 ق.م.) وشلمنصر الرابع (782 ـ 772 ق.م.) وآشور دان الثالث (772 ـ 755 ق.م.) وآشور نيراري الخامس (754 ـ 745 ق.م.) قد استقل في ولايته التي كانت عاصمتها تل برسيب (كارشلمانو آشيرد) وهيمن على المناطق الشمالية من الشام.
فأصبح كما لو كان شمشي ايلو والياً آشورياً وملكاً آرامياً يتمتع بالاستقلالية الخاصة في المملكة الآرامية السابقة التي كانت تعرف باسم بيت عديني. وليس من المستبعد ان تكون السلالة المالكة السابقة. قد لعبت دوراً في حياة هذه البلاد بعد سقوط سلالة «بيت عديني» بيد آشور، اذ يبدو ان الآشوريين قد فضلوا التعاون معها، وتنصيب أحد افردها والياً عليها بدلاً من حاكم آشوري.
بعد وفاة أداد نيراري الثالث عام 873 ق.م، الذي بموته سمحت الفرصة لـشمشي إلو ان يستقل في ولايته ويعقد المعاهدة مع «متع ايل» الذي اعتلى العرش في عهد شلمنصر الرابع على الأغلب، حيث كان ملوك القرن التاسع قبل الميلاد في «ارفاد»: «ياهان» و«جوشي» و«آرام» و«ادرمو» و«عترسمك» تابعين خاضعين للآشوريين، يدفعون لهم الجزية كلما مروا في بلاد الشام، لقد قام شمشي إلو باجبار «متع ايل بن عترسمك» ملك أرفاد على إبرام معاهدة تحالف فيما بينهم وحد كلمة الآراميين وجعلهم قوة امام الآشوريين.
لم يطول الأمر لـ «شمشي إلو» اذ مات على ما يبدو في عهد آشور نيراري الخامس، ففقد «متع ايل» حليفه الأقوى، وفرط عقد الحلف مع مملكته ومع الآراميين الآخرين، وبقي وحده في الميدان ضد الآشوريين الذين سارعوا للانتقام منه، حيث جهز آشور نيراري الخامس حملة قوية على مملكته.